# Регалица
Регалица (пољ. Regalica, немачки - Reglitz) позната и као Источна Одра (пољски - Odra Wschodnia) је западан, десни рукавац у доњем току реке Одре који се одваја од главног тока на 730 km од извора. Од реке Одре одваја се северно од села Видухова. Регалица утиче у Домбје језеро.
Између Регалице и главног тока (Западна Одра) налази се територија звана Мјендзиодже (Międzyodrze). Са главним током реке Одре спајају је: Скосњица, вештачки шумски канал (Одињца), Парњица као и многи канали на простору Мједзиоджа. Највећа притока реке Регалица је река Тива. Од Парњице до ушћа у Домбје језеро река носи назив Мјења (пољски - Mienia).
Име Регалица потиче од словенске „рега“, која означава рукавац.
Над реком регалицом се налази Грифно као и електрана Доња Одра.